# Rothschildovy studny
Rothschildovy studny (260 m n. m.) jsou druhým vodním pramenem potoka Vařešinka. Nacházejí se severozápadně od Hlučína v okrese Opava v Opavské pahorkatině v Moravskoslezském kraji. V místě je také dřevěná kaplička s obrazem Ježíše Krista a biblickým veršem. Ke studnám vede polní cesta z Hlučína.

## Historie a technický popis
Zděné studny vybudovali Rothschildové poté, co v r. 1845 připojili Hlučín ke svému panství. Byly používány jako vodárny. V minulosti studny dřevěným potrubím zásobovaly vodou tehdejší nádrž (kadža) na náměstí, Rothschildův statek, sirotčinec a plicní sanatorium pro horníky. Zanikly s rozvojem vodárenství.
Z první studny je zakopanou hadicí samospádem svedena voda do dřevěné kapličky s přístupným vývodem a přepadem do potoka Vařešinky. Druhá studna je nedaleko výše, je větší, má klenbový strop a bude sloužit k prohlídce jako technická památka. Ke druhé studni patří také betonová skruž, do které přitékala voda ze studny a odtékala potrubím. Rothschildovy studny lze také použít jako lokální zdroje vody v případě havárií.
O zvelebení Rothschildových studní a jejich okolí se zasloužil místní rodák Jiří Sonnek.

## Další informace
Architektura Rothschildových studní je částečně podobná mladší staré vodárně v povodí potoka Polančice.
Ve vzdálenosti 320 metrů jihozápadním směrem u potůčku se nachází zatopená kabelová komora typu „B“ s označením KK 23/I./B. Je to železobetonový vojenský bunkr (součást vojenského opevnění Darkovičky) postavený před 2. světovou válkou.

## Galerie

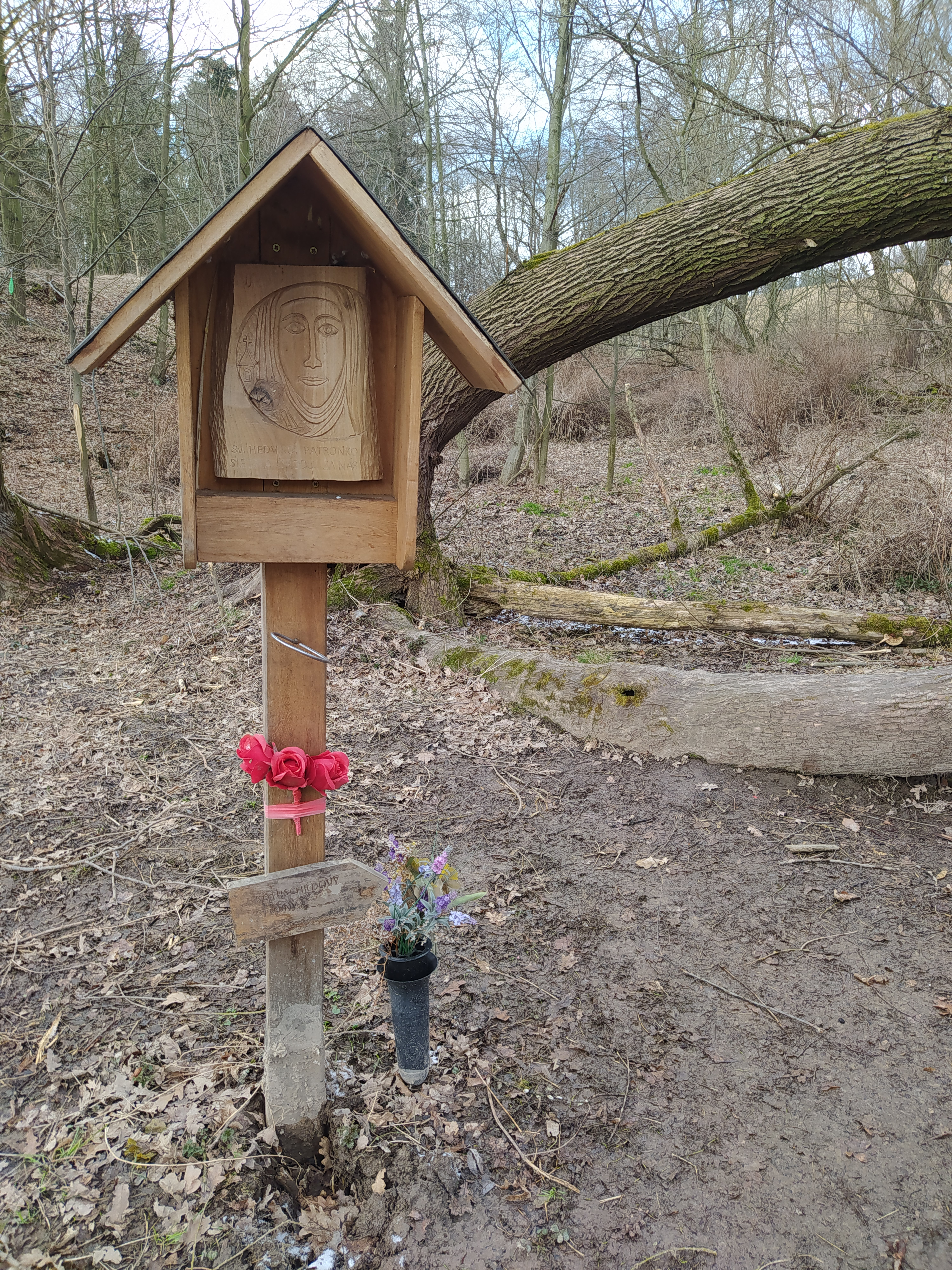
Pod Rotschildovými studnami
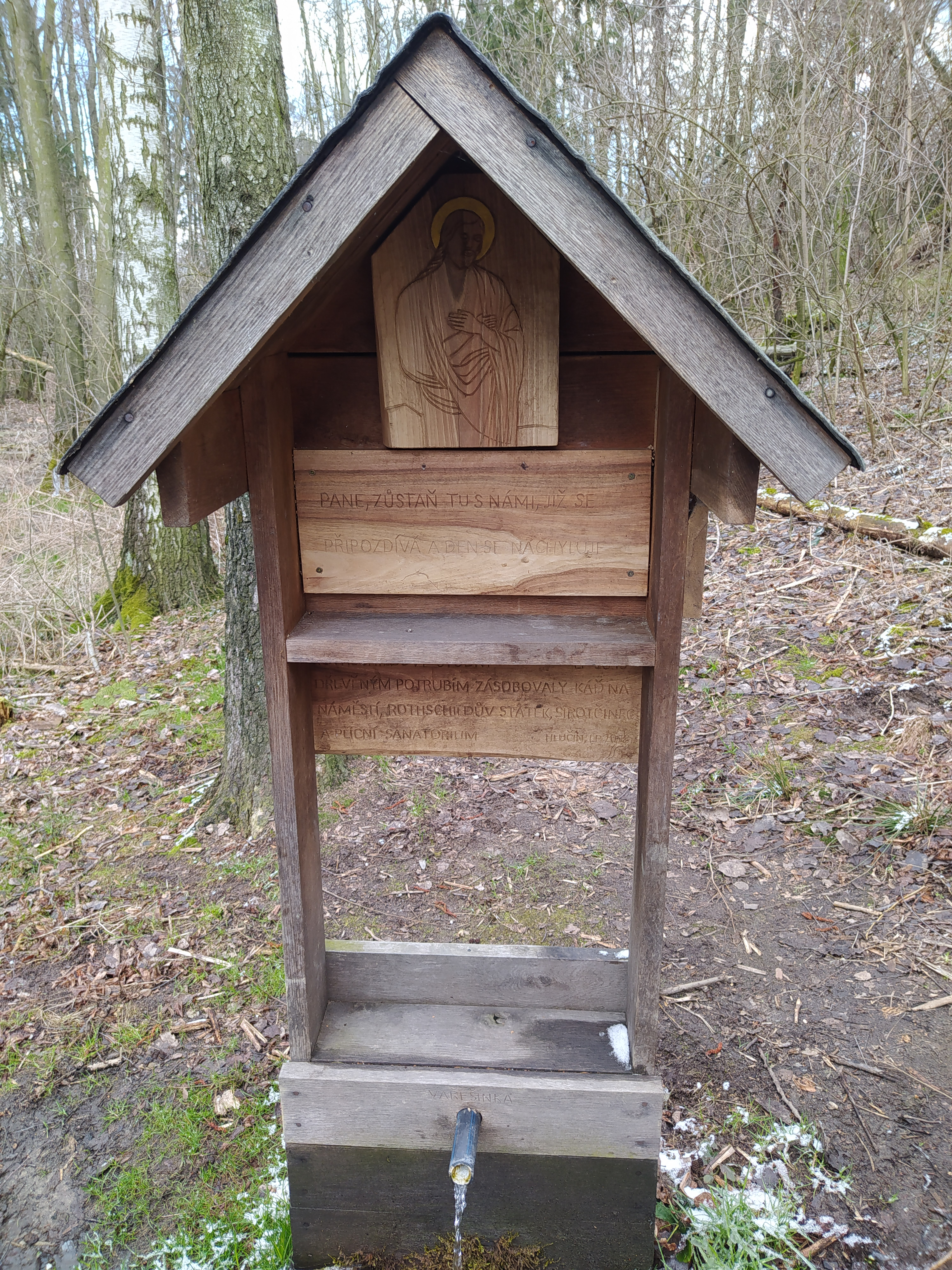
Dřevěná kaplička u 1. Rothschildovy studny
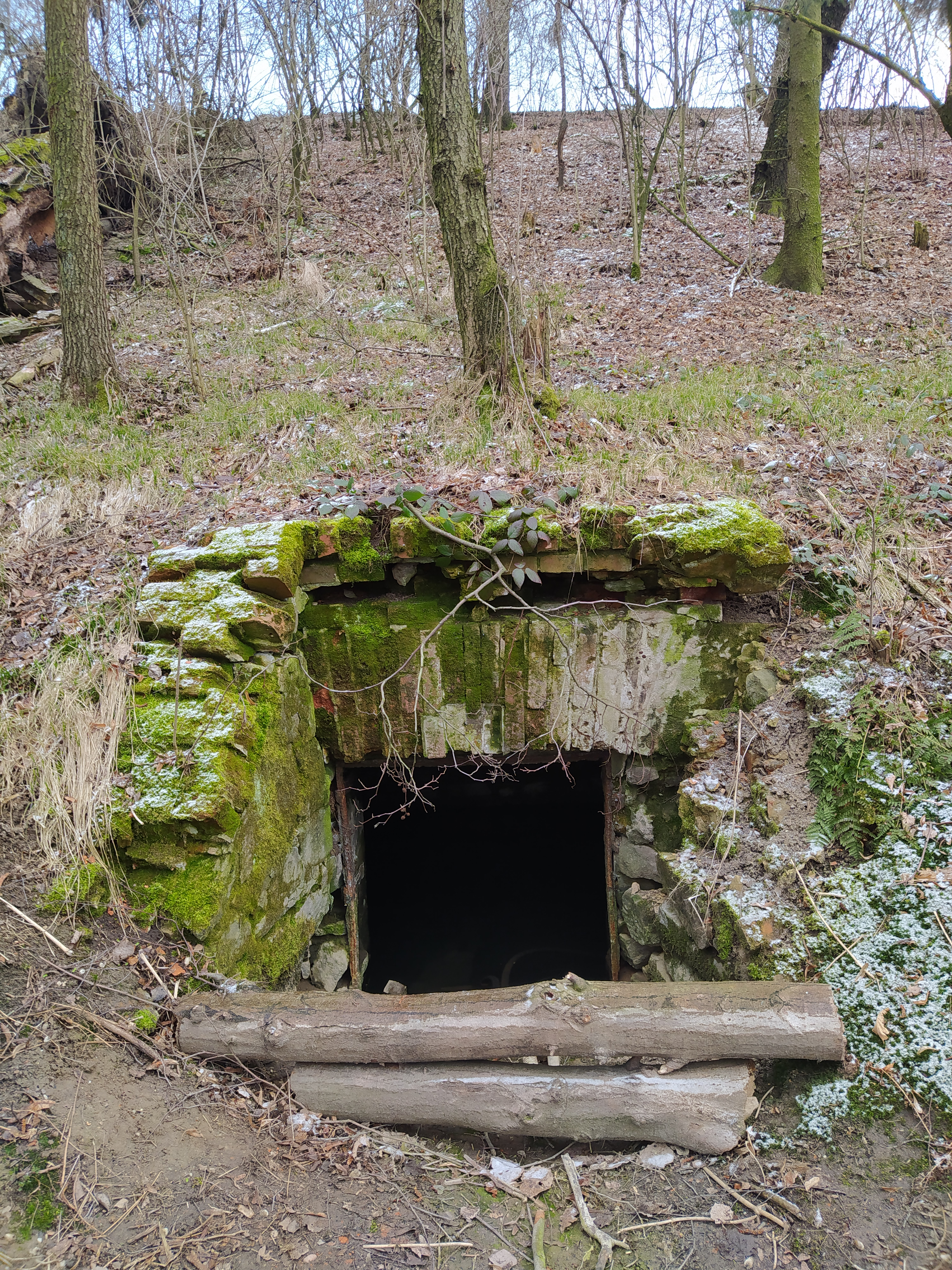
První Rothschildova studna